# Liste der Kulturdenkmale in Aken (Elbe)
In der Liste der Kulturdenkmale in Aken (Elbe) sind alle  Kulturdenkmale der Gemeinde Aken (Elbe) und ihrer Ortsteile aufgelistet. Grundlage ist das Denkmalverzeichnis des Landes Sachsen-Anhalt, das auf Basis des Denkmalschutzgesetzes des Landes Sachsen-Anhalt vom 21. Oktober 1991 durch das Landesamt für Denkmalpflege und Archäologie Sachsen-Anhalt erstellt und seither laufend ergänzt wurde (Stand: 31. Dezember 2022).

## Kulturdenkmale nach Ortsteilen

### Aken (Elbe)
| Lage | Bezeichnung             | Beschreibung                 | Erfassungs- nummer | Ausweisungsart            | Bild                    |
| --- | ----------------------- | ---------------------------- | ------------------ | ------------------------- | ----------------------- |
| im Waldgebiet östlich der Stadt, an der Stadtgrenze zu Dessau (Karte)                                                          | Grenzstein              |                              | 094 97248          | Baudenkmal                | Grenzstein              |
| Koordinaten fehlen! Hilf mit.                                                                                                  | Grabmal                 | Grabmal                      | 094 18881          | Kleindenkmal              |                         |
| Altstadt (Karte) | Stadtgrundriss          |                              | 094 70802          | Baudenkmal                | Stadtgrundriss          |
| Am Wasserturm (Karte) | Wasserturm              | Akener Wasserturm            | 094 06000          | Baudenkmal                | Weitere Bilder          |
| Am Wasserturm in der Neuapostolischen Kirche (Karte)                                                                           | Orgel                   |                              | 094 71517          | bewegliches Kulturdenkmal | BW                      |
| Am neuen Friedhof (Karte) | Feierhalle              |                              | 094 70746          | Baudenkmal                | Feierhalle              |
| Bahnhofstraße (Karte) | Bahnhof                 | Bahnhof Aken                 | 094 70897          | Baudenkmal                | Weitere Bilder          |
| Bahnhofstraße 10 (Karte) | Postamt                 |                              | 094 70888          | Baudenkmal                | Postamt                 |
| Bahnhofstraße 24 (Karte) | Wohnhaus                |                              | 094 12346          | Baudenkmal                | Wohnhaus                |
| Bahnhofstraße 25 (Karte) | Wohnhaus                |                              | 094 12347          | Baudenkmal                | Wohnhaus                |
| Bismarckplatz 10 (Karte) | Ausmalung               |                              | 094 71230          | Baudenkmal                | Ausmalung               |
| Burgstraße (Karte) | Torturm                 | Burgturm                     | 094 70747          | Baudenkmal                | Torturm                 |
| Burgstraße 1 (Karte) | Schule                  |                              | 094 70903          | Baudenkmal                | Schule                  |
| Burgstraße 16 (Karte) | Schule                  |                              | 094 17911          | Baudenkmal                | Schule                  |
| Burgstraße 17 (Karte) | Toranlage               |                              | 094 15989          | Baudenkmal                | Toranlage               |
| Burgstraße 30 (Karte) | Wohnhaus                |                              | 094 09883          | Baudenkmal                | Wohnhaus                |
| Burgstraße 31 (Karte) | Wohnhaus                |                              | 094 17850          | Baudenkmal                | Wohnhaus                |
| Burgstraße 33, 34, 35, 36, 37, Köthener Straße 31, 32, Markt 1, 2, 3, 4, 5, 6, 7, 8, 9, 10, 11, 12, 13, 14, 15, 16, 17 (Karte) | Marktplatz              |                              | 094 09860          | Denkmalbereich            | Marktplatz              |
| Dessauer Straße (Karte) | Torturm                 | Dessauer Turm                | 094 17912          | Baudenkmal                | Weitere Bilder          |
| Dessauer Straße 4 (Karte) | Wohnhaus                |                              | 094 17835          | Baudenkmal                | Wohnhaus                |
| Dessauer Straße 9 (Karte) | Wohnhaus                |                              | 094 70750          | Baudenkmal                | Wohnhaus                |
| Dessauer Straße 10 (Karte) | Wohnhaus                |                              | 094 70749          | Baudenkmal                | Wohnhaus                |
| Dessauer Straße 16 (Karte) | Ackerbürgerhof          |                              | 094 70751          | Baudenkmal                | Ackerbürgerhof          |
| Dessauer Straße 76 (Karte) | Wohnhaus                |                              | 094 70810          | Baudenkmal                | Wohnhaus                |
| Elbstraße (Karte) | Denkmal                 | Nolopp-Denkmal               | 094 09546          | Baudenkmal                | Denkmal                 |
| Elbstraße 9 (Karte) | Wohnhaus                |                              | 094 17833          | Baudenkmal                | Wohnhaus                |
| Elbstraße 10 (Karte) | Wohnhaus                |                              | 094 17813          | Baudenkmal                | Wohnhaus                |
| Fischerstraße 10 Ecke Poststraße (Karte)                                                                                       | Bäckerei                |                              | 094 71112          | Baudenkmal                | Bäckerei                |
| Hafenstraße (Karte) | Elektrizitätswerk       |                              | 094 71191          | Baudenkmal                | Elektrizitätswerk       |
| Köthener Chaussee 1 (Karte) | Villa                   |                              | 094 70563          | Baudenkmal                | Villa                   |
| Köthener Straße 12 (Karte) | Wohnhaus                |                              | 094 17580          | Baudenkmal                | Wohnhaus                |
| Köthener Straße 28 (Karte) | Wohn- und Geschäftshaus |                              | 094 17787          | Baudenkmal                | Wohn- und Geschäftshaus |
| Köthener Straße 31 (Karte) | Wohn- und Geschäftshaus |                              | 094 17798          | Baudenkmal                | Wohn- und Geschäftshaus |
| Köthener Straße 41, 41a (Karte)                                                                                                | Wohn- und Geschäftshaus |                              | 094 17678          | Baudenkmal                | Wohn- und Geschäftshaus |
| Köthener Straße 51 (Karte) | Wohn- und Geschäftshaus |                              | 094 17645          | Baudenkmal                | Wohn- und Geschäftshaus |
| Köthener Straße 57 (Karte) | Wohnhaus                |                              | 094 17578          | Baudenkmal                | Wohnhaus                |
| Markt (Karte) | Marktplatz              |                              | 094 70898          | Denkmalbereich            | Marktplatz              |
| Markt 1 (Karte) | Wohnhaus                |                              | 094 17792          | Baudenkmal                | Wohnhaus                |
| Markt 5, 6, 7, 8, 9, 10 (Karte)                                                                                                | Häuserzeile             |                              | 094 70881          | Denkmalbereich            | Häuserzeile             |
| Markt 11 (Karte) | Rathaus                 |                              | 094 17913          | Baudenkmal                | Weitere Bilder          |
| Nikolaiplatz (Karte) | Kirche                  | Nikolaikirche                | 094 10047          | Baudenkmal                | Weitere Bilder          |
| Poststraße (Karte) | Kirche                  | St. Marien                   | 094 17900          | Baudenkmal                | Weitere Bilder          |
| Poststraße 25 (Karte) | Wohnhaus                |                              | 094 17904          | Baudenkmal                | Wohnhaus                |
| Poststraße 38 (Karte) | Pfarrhaus               |                              | 094 17897          | Baudenkmal                | Pfarrhaus               |
| Schützenplatz (Karte) | Torturm                 | Köthener Turm                | 094 70769          | Baudenkmal                | Weitere Bilder          |
| Schützenplatz 1 (Karte) | Vereinshaus             | Schützenhaus                 | 094 70884          | Baudenkmal                | Vereinshaus             |
| Silberstraße 58 (Karte) | Wohnhaus                | Bauwerk nicht mehr vorhanden | 094 70753          | Baudenkmal                | Wohnhaus                |
| Silberstraße 67 (Karte) | Wohn- und Geschäftshaus |                              | 094 70752          | Baudenkmal                | Wohn- und Geschäftshaus |
| Stadtbefestigung (Karte) | Stadtbefestigung        |                              | 094 17914          | Baudenkmal                | Stadtbefestigung        |
| Stadtsilhouette (Karte) | Stadtsilhouette         |                              | 094 70900          | Denkmalbereich            | Stadtsilhouette         |
| Weberstraße 47 (Karte) | Wohn- und Geschäftshaus |                              | 094 70748          | Baudenkmal                | Wohn- und Geschäftshaus |
| Weberstraße 54 (Karte) | Wohnhaus                |                              | 094 17970          | Baudenkmal                | Wohnhaus                |

### Kleinzerbst
| Lage                     | Bezeichnung    | Beschreibung | Erfassungs- nummer | Ausweisungsart | Bild           |
| ------------------------ | -------------- | ------------ | ------------------ | -------------- | -------------- |
| Akener Straße (Karte)    | Kriegerdenkmal |              | 094 18161          | Baudenkmal     | Kriegerdenkmal |
| Akener Straße 18 (Karte) | Wohnhaus       |              | 094 18159          | Baudenkmal     | BW             |
| Försterwinkel 3 (Karte)  | Forsthof       |              | 094 09383          | Baudenkmal     | Forsthof       |

### Kühren
| Lage                                                          | Bezeichnung    | Beschreibung | Erfassungs- nummer | Ausweisungsart | Bild           |
| ------------------------------------------------------------- | -------------- | ------------ | ------------------ | -------------- | -------------- |
| Hauptstraße/Ecke Landstraße (am ehemaligen Schulhaus) (Karte) | Denkmal        |              | 094 15985          | Baudenkmal     | Denkmal        |
| auf dem Friedhof (Karte)                                      | Kriegerdenkmal |              | 094 71518          | Baudenkmal     | Weitere Bilder |
| Landstraße 42 außerhalb des Ortes (Karte)                     | Mühle          |              | 094 17576          | Baudenkmal     | Mühle          |

### Lorf
| Lage                         | Bezeichnung | Beschreibung | Erfassungs- nummer | Ausweisungsart | Bild     |
| ---------------------------- | ----------- | ------------ | ------------------ | -------------- | -------- |
| Calber Landstraße 88 (Karte) | Wohnhaus    |              | 094 15987          | Baudenkmal     | Wohnhaus |

### Mennewitz
| Lage               | Bezeichnung    | Beschreibung | Erfassungs- nummer | Ausweisungsart | Bild           |
| ------------------ | -------------- | ------------ | ------------------ | -------------- | -------------- |
| Dorfstraße (Karte) | Kriegerdenkmal |              | 094 70757          | Baudenkmal     | Kriegerdenkmal |

### Susigke
| Lage                    | Bezeichnung    | Beschreibung | Erfassungs- nummer | Ausweisungsart | Bild           |
| ----------------------- | -------------- | ------------ | ------------------ | -------------- | -------------- |
| Lindenstraße (Karte)    | Kriegerdenkmal |              | 094 70755          | Baudenkmal     | Kriegerdenkmal |
| Lindenstraße 21 (Karte) | Wohnhof        |              | 094 70756          | Baudenkmal     | Wohnhof        |

## Ehemalige Denkmale
Die nachfolgenden Objekte waren ursprünglich ebenfalls denkmalgeschützt oder wurden in der Literatur als Kulturdenkmale geführt. Die Denkmale bestehen heute jedoch nicht mehr, ihre Unterschutzstellung wurde aufgehoben oder sie werden nicht mehr als Denkmale betrachtet.

### Aken (Elbe)
| Lage                     | Bezeichnung | Beschreibung | Erfassungs- nummer | Ausweisungsart | Bild     |
| ------------------------ | ----------- | --- | ------------------ | -------------- | -------- |
| Meisterstraße 16 (Karte) | Wohnhaus    | Wohnhaus Das Gebäude wurde beim 2020 erfolgten Notabriss des benachbarten Hauses Meisterstraße 17 so beschädigt, dass es auf Antrag der unteren Denkmalschutzbehörde am 7. Juli 2020 aus dem Denkmalverzeichnis gestrichen wurde. | 094 70883          | Baudenkmal     | Wohnhaus |
| Meisterstraße 17 (Karte) | Wohnhaus    | Wohnhaus Im Juni 2020 erfolgte wegen Baufälligkeit ein Notabriss. Das Haus wurde dann 2020 aus dem Denkmalverzeichnis gestrichen.                                                                                                 | 094 10567          | Baudenkmal     | Wohnhaus |

## Legende
In den Spalten befinden sich folgende Informationen:
- Lage: Nennt den Straßennamen und wenn vorhanden die Hausnummer des Kulturdenkmals. Die Grundsortierung der Liste erfolgt nach dieser Adresse. Der Link „Karte“ führt zu verschiedenen Kartendarstellungen und nennt die geographischen Koordinaten.
Link zu einem Kartenansichtstool, um Koordinaten zu setzen. In der Kartenansicht sind Baudenkmale ohne Koordinaten mit einem roten bzw. orangen Marker dargestellt und können in der Karte gesetzt werden. Baudenkmale ohne Bild sind mit einem blauen bzw. roten Marker gekennzeichnet, Baudenkmale mit Bild mit einem grünen bzw. orangen Marker.
- Offizielle Bezeichnung: Nennt den Namen, die Bezeichnung oder zumindest die Art des Kulturdenkmals und verlinkt, soweit vorhanden, auf den Artikel zum Objekt.
- Beschreibung: Nennt bauliche und geschichtliche Einzelheiten des Kulturdenkmals, vorzugsweise die Denkmaleigenschaften.
- Erfassungsnummer: Für jedes Kulturdenkmal wird in Sachsen-Anhalt eine 20stellige Erfassungsnummer vergeben. Die letzten zwölf Ziffern werden für die Untergliederung nach Teilobjekten genutzt und werden nur angegeben, soweit vergeben. In dieser Spalte kann sich folgendes Icon  befinden, dies führt zu Angaben zu diesem Baudenkmal bei Wikidata.
- Ausweisungsart: Die Einordnung des Denkmales nach § 2 Abs. 2 DenkmSchG LSA
- Bild: Ein Bild des Denkmales, und gegebenenfalls einen Link zu weiteren Fotos des Kulturdenkmals im Medienarchiv Wikimedia Commons. Wenn man auf das Kamerasymbol klickt, können Fotos zu Kulturdenkmalen aus dieser Liste hochgeladen werden: